# HMS Delight (D119)
Pour les autres navires du même nom, voir HMS Delight.
Le HMS Delight (pennant number : D119) était un destroyer de classe Daring de la Royal Navy britannique. Lancé en 1950, il fut le premier navire de guerre entièrement soudé de la Royal Navy. Il fut démantelé à Inverkeithing en 1971.

## Engagements
En 1956, il fait partie de la force engagée par la Royal Navy lors de l’opération de Suez. En 1959, le HMS Delight a été impliqué dans une collision en mer Méditerranée avec le croiseur Birmingham. Deux matelots sont morts au cours du l’inspection des dommages.